# 桃香クリニックへようこそ
『桃香クリニックへようこそ』は、みやすのんきの医療コメディ漫画。ヤングジャンプ増刊漫革にて2002年2／25号から2006年2／20号まで、連載された。単行本は全4巻。2008年には、穂花、みひろ、糸矢めいらの出演で実写映画化された（後述）。みこすり半劇場（ぶんか社）にて2013年8月号より、リメイク版として連載再開され、2013年8月現在連載中。

## 概要
大都会の片隅（新宿と渋谷の間）にある小さな雑居ビルでクリニックを営む医者の桃香とナースのウララが、様々な性の悩みを抱えたカップルを相手に問題を解消していく。

## 登場人物
北浦 桃香
院長。体中の性技やツボを知っている。過去には、大学病院で、年間200例もの手術を成功させた凄腕の外科医だった。大学のいたずらに手術をし、医学の追求をする大学病院の方針に反抗して解雇された。
ウララ
看護師。3年前は大病院に勤めていた。医療の技術は全く駄目だが合気道三段。桃香の性技により桃香とは同性愛の関係にある。
馨
女子高生で優等生。周りの期待からのプレッシャーを苦に万引きをしていたが、警備員に捕まり、桃香クリニックに連れてこられたことをきっかけに人生勉強としてアルバイト中。

## 単行本
- 第1巻 ISBN 4-08-876451-X
- 第2巻 ISBN 4-08-876642-3
- 第3巻 ISBN 4-08-876835-3
- 第4巻 ISBN 4-08-877039-0

## 映画版
2008年公開。同年9月19日にエースデュースからオリジナルDVD化されていて、2016年6月20日にはジョリー・ロジャーから廉価版の再販がされた。

### スタッフ
- 原作：みやすのんき
- 監督・脚本：田中智章

### キャスト
- 穂花
- みひろ
- 糸矢めい
- 綾瀬メグ
- 加藤neo
- 黒咲あゆみ